# Château de Stein (Reichersberg)
 (juin 2018).
Si vous disposez d'ouvrages ou d'articles de référence ou si vous connaissez des sites web de qualité traitant du thème abordé ici, merci de compléter l'article en donnant les références utiles à sa vérifiabilité et en les liant à la section « Notes et références ».
Le Château de Stein était une forteresse située sur la colline du Minaberg à environ deux kilomètres au sud de Reichersberg en Haute-Autriche.

## Histoire
Le château est mentionné pour la première fois en 1085. Il a été construit sur ordre d'Albuin I, neveu du comte Werner de Reichersberg. En décembre 1153, le château est assiégé puis détruit par le duc de Bavière Henri II de Badenberg.
Après sa reconstruction, le château appartient à Henri de Baumgarten, fils d'Erchenbert de Stein. Cependant le château était situé sur le territoire du diocèse de Passau alors sous l'autorité de la Famille de Reichersberg.
En 1153, le fief des Reichersberg s'étend sur la ville de Münsteuer (aujourd'hui Antiesenhofen). Cette ville fut également revendiquée par Heinrich de Stein-Baumgarten.
En 1166, un conflit d'héritage éclata entre les familles Stein-Baumgarten et Reichersberg. Finalement le château et les terres de Reichersberg deviennent possessions de l'archiduc d'Autriche.
Henri de Stein-Baumgarten attaqua à deux reprises les fiefs contestés de Münsteuer en 1166 et incendia l'abbaye de Reichersberg (de) en 1167. À la fin du XIIe siècle ou au XIIIe siècle le château de Stein fut détruit et jamais reconstruit.

## Le château de nos jours
Une partie du château s'était déjà effondrée dans l'Inn (rivière) au XIXe siècle. Au milieu du XIXe siècle, il restait encore un arc maçonné à l'entrée sud, vestige de l'ancienne porte d'entrée. La substruction en terre du château de Stein est encore bien reconnaissable. L'espace plat du château s'étend sur environ un demi-hectare, le terrain étant un peu difficile à distinguer en raison de la végétation arborée. Au nord-ouest se trouve une pente abrupte vers l'Inn, au nord-est un fossé profond vers un petit ruisseau qui coule de Minaberg vers l'Inn, au sud un fossé ainsi que deux remparts sont reconnaissables.
Lamprecht suppose, sur la base de pièces de monnaie romaines trouvées (par l'empereur Domitien et d'autres par l'empereur Antoninus Pius), que les Romains avaient déjà aménagé ici un fort sur la rive.